# NGC 3659
NGC 3659 is een balkspiraalstelsel in het sterrenbeeld Leeuw. Het hemelobject werd op 14 maart 1784 ontdekt door de Duits-Britse astronoom William Herschel.

## Synoniemen
- UGC 6405
- MCG 3-29-40
- ZWG 96.38
- IRAS 11211+1805
- PGC 34995